# Cosmopterix gramineella
Cosmopterix gramineella là một loài bướm đêm thuộc họ Cosmopterigidae. Nó được tìm thấy ở Thái Lan.